# (683) Lanzia
(683) Lanzia es un asteroide perteneciente al cinturón de asteroides descubierto el 23 de julio de 1909 por Maximilian Franz Wolf desde el observatorio de Heidelberg-Königstuhl, Alemania.
Está nombrado en honor del industrial alemán Karl Lanz (1873-1921).